# Jean Nicolas Eugène Vesco
Pour les articles homonymes, voir Vesco.
Jean Nicolas Eugène Vesco (1816-1880) est un officier de marine français. Chirurgien et naturaliste, il collecta de nombreux spécimens pour la Société d'histoire naturelle de la Moselle et le Muséum national d'histoire naturelle de Paris.

## Biographie
Fils de Victorine Zagu et du général Nicolas Martin Vesco, Jean Nicolas Eugène Vesco voit le jour à Metz le 25 octobre 1816. Embrassant la carrière militaire, il choisit de s'engager dans la marine. En décembre 1837, il est promu chirurgien de la marine 3e classe. Rattaché au port de Toulon, il embarque en janvier 1841, comme chirurgien-major, sur la goélette "Légère" pour des missions en Méditerranée. 
Vesco est promu chirurgien de 2e classe le 29 décembre 1842. De 1843 à 1847, il fait campagne sur la frégate "Uranie", en Océanie, débarquant aux îles Marquises, à Tahiti. Il reçoit la légion d'honneur le 17 octobre 1844. À son retour de mission, il rapporte une trentaine d’oiseaux à la Société d'histoire naturelle de la Moselle. 
De nouveau en mission aux îles marquises et à Tahiti en 1848, Jean Nicolas Vesco collecte 1520 plantes pour le Muséum  de Paris. Deux ans plus tard, il collecte 434 plantes à Madagascar et sur l'île Maurice, essentiellement des ptéridophytes et des spermatophytes pour le Muséum . Vesco est promu chirurgien de 1re classe le 2 mai 1855. Attaché au port de Toulon, il est promu médecin principal le 17 janvier 1866. En janvier 1869, il sert en tant que médecin de la Division navale des Antilles et du golfe du Mexique.
Jean Nicolas Eugène Vesco décéda le 24 octobre 1880.

## Distinctions
- Chevalier de la Légion d'honneur le 17 octobre 1844
- Officier de la Légion d'honneur le 14 mars 1869

## Sources
- Annette Lexa-Chomard, Christian Pautrot, Les collections d'histoire naturelle de la ville de Metz et les explorateurs naturalistes messins du XIXe siècle, Les collections d’histoire naturelle de la ville de Metz, no 3/4 septembre 2006 (en ligne).
- Notice Vesco, Jean Nicolas Eugene (1816-c.1880) sur jstor.org
- Base Leonore ; cote LH/373/34.